# Единороговые
Единороговые, или курковые (лат. Monacanthidae) — семейство морских лучепёрых рыб отряда иглобрюхообразных.
Большинство видов населяют преимущественно коралловые рифы тропических морей. Несколько видов живут также в субтропических и умеренных морях.
Самый маленький представитель семейства — это Rudarius minutus длиной примерно 2 см, самый крупный — Aluterus scriptus длиной до 1,10 м.
У всех видов маленькая пасть. Рыбы питаются раками, червями, мелкими рыбами и водорослями. Оба вида рода Oxymonacanthus питаются исключительно полипами мадрепоровых кораллов рода Acropora.

## Классификация
В семействе 32 рода и более 100 видов:
- Род Acanthaluteres — Акантолутеры
  - Acanthaluteres brownii

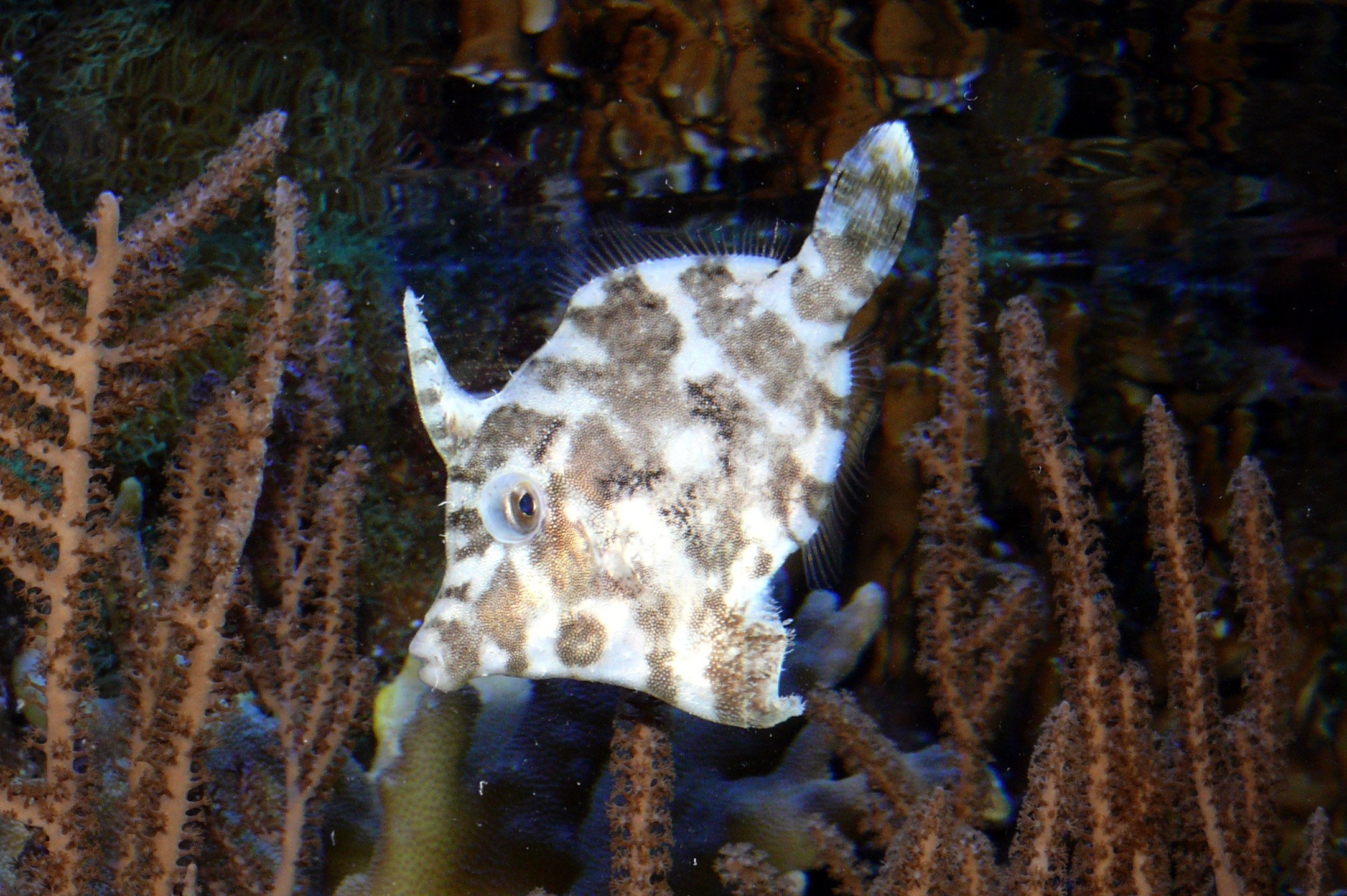
Acreichthys tomentosus

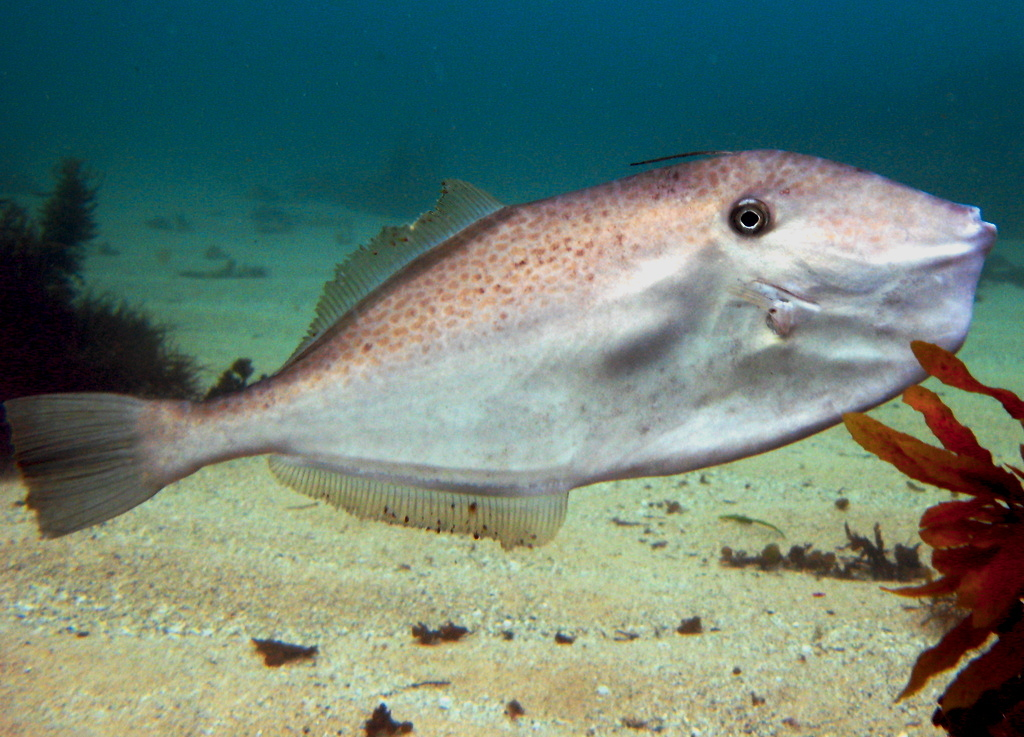
Aluterus monoceros

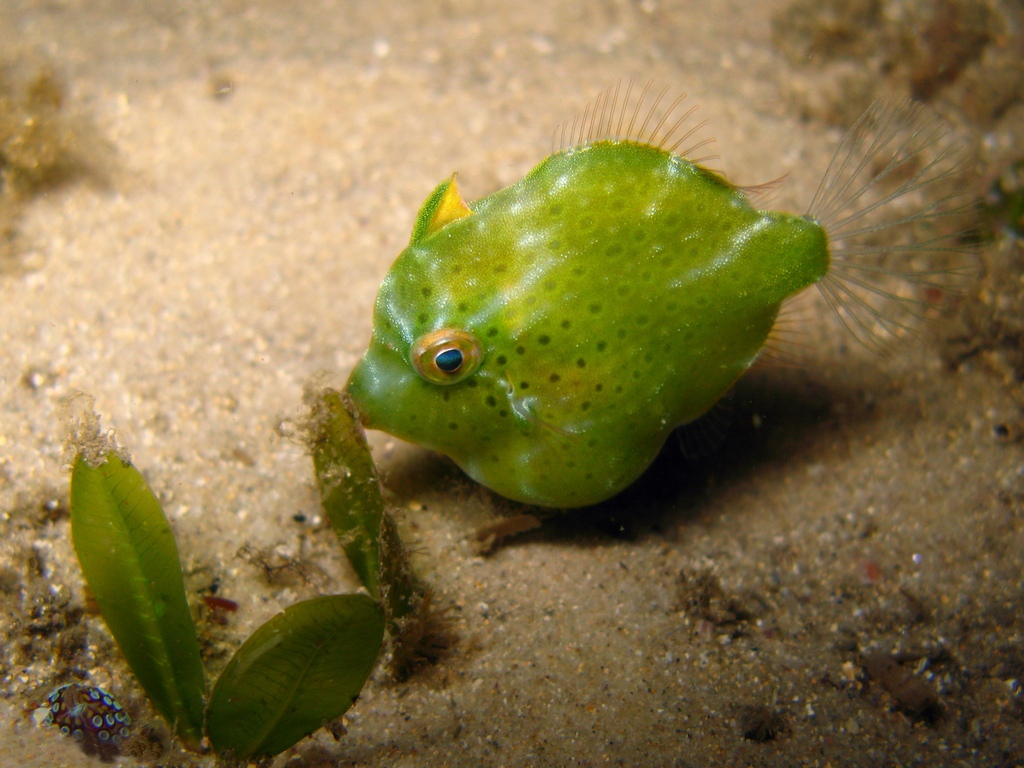
Brachaluteres jacksonianus

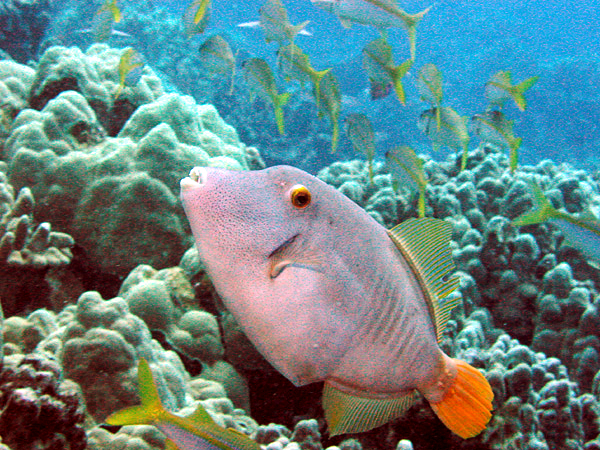
Cantherhines dumerili

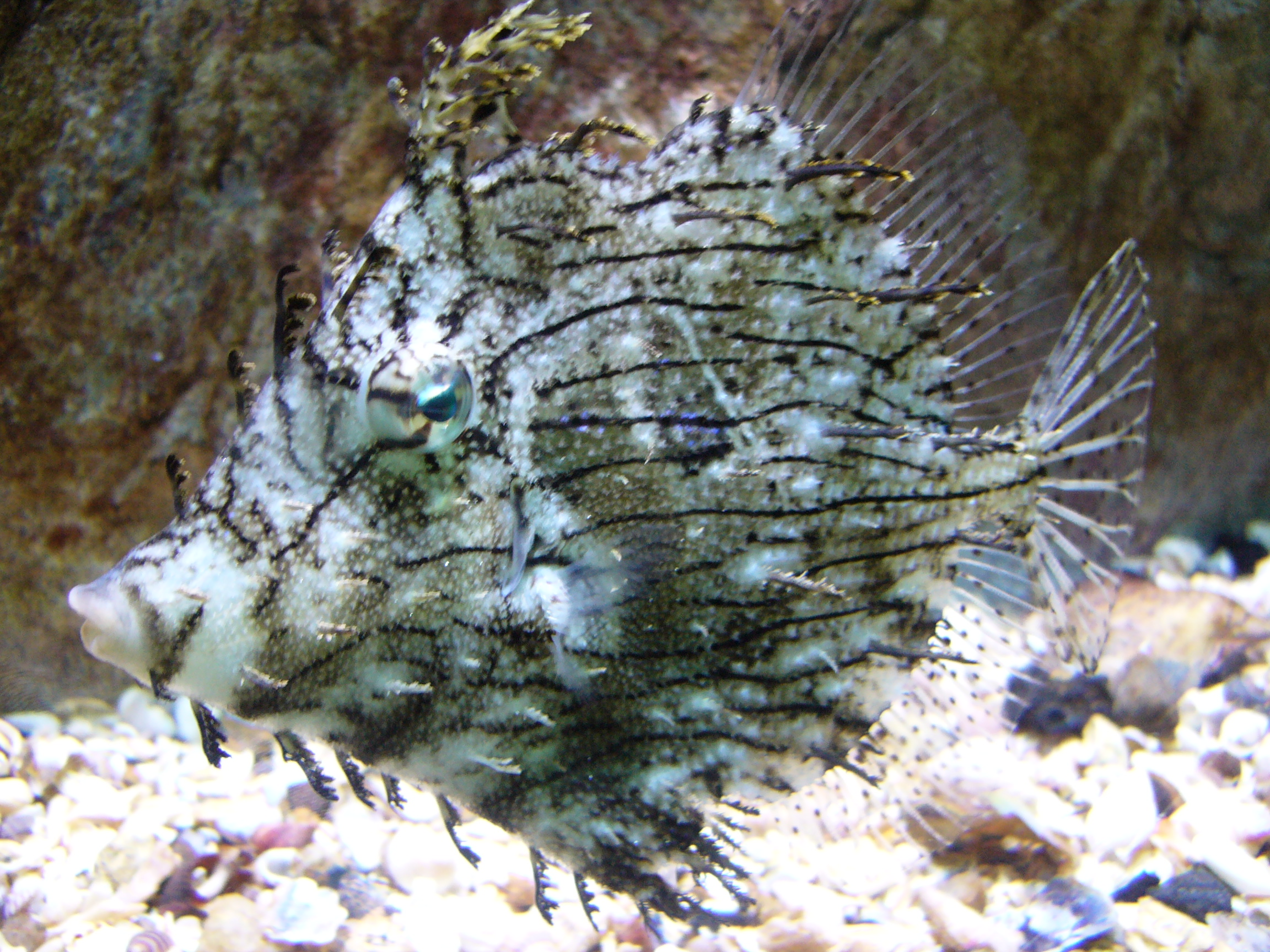
Chaetodermis penicilligerus

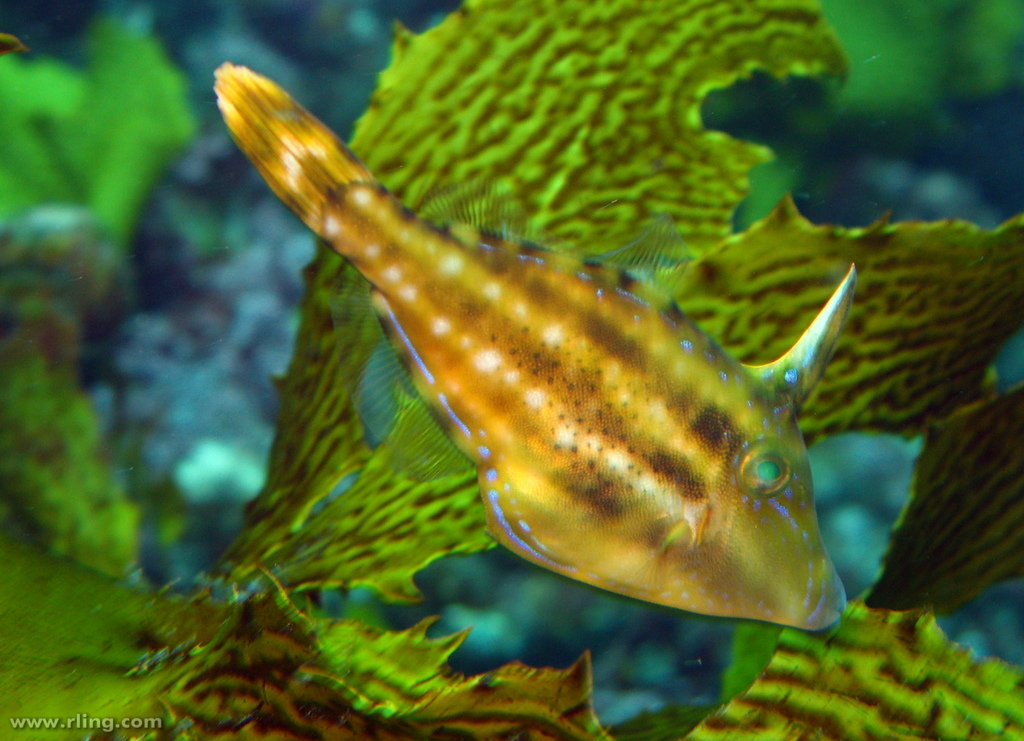
Meuschenia trachylepis

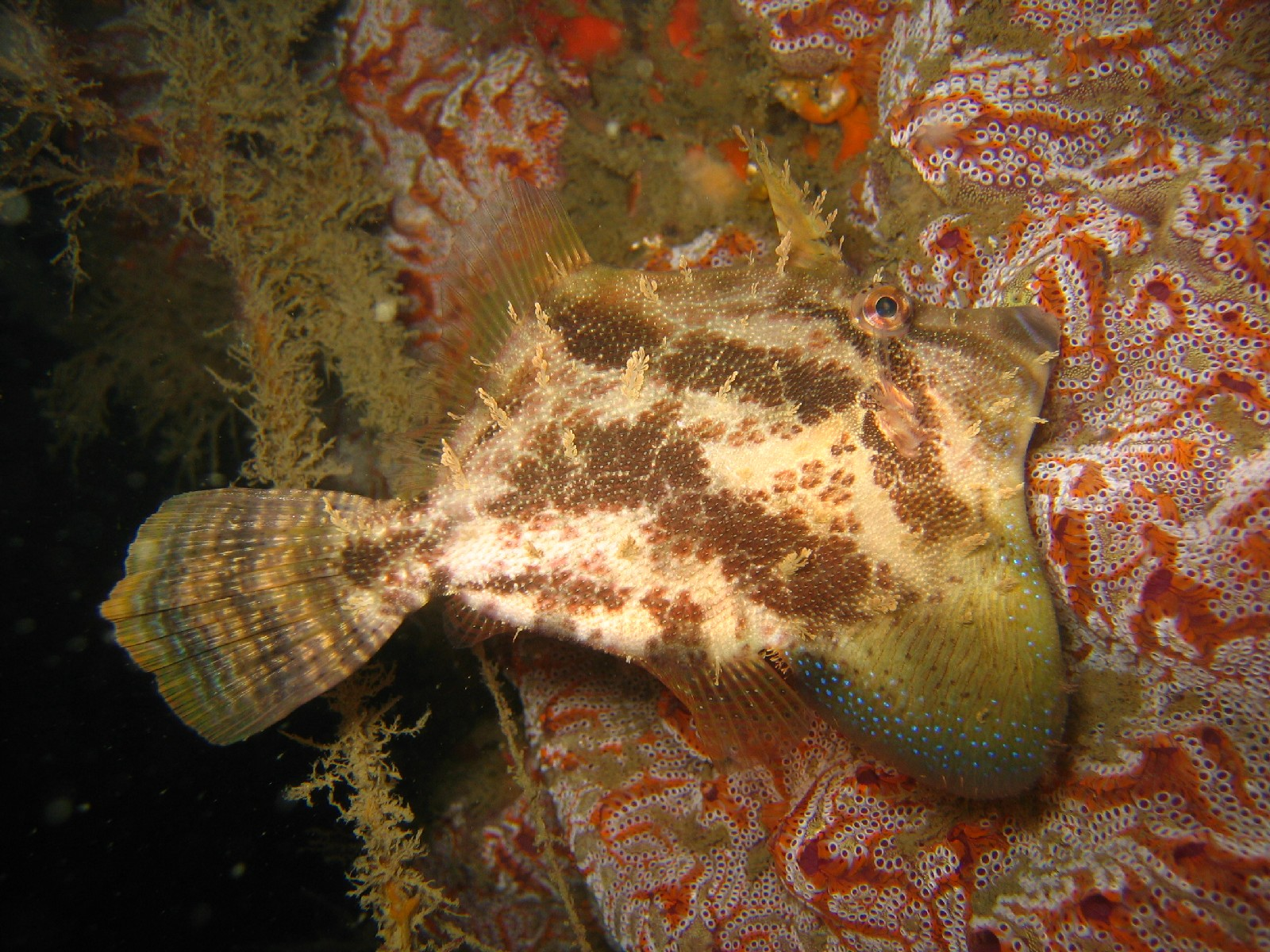
Monacanthus chinensis

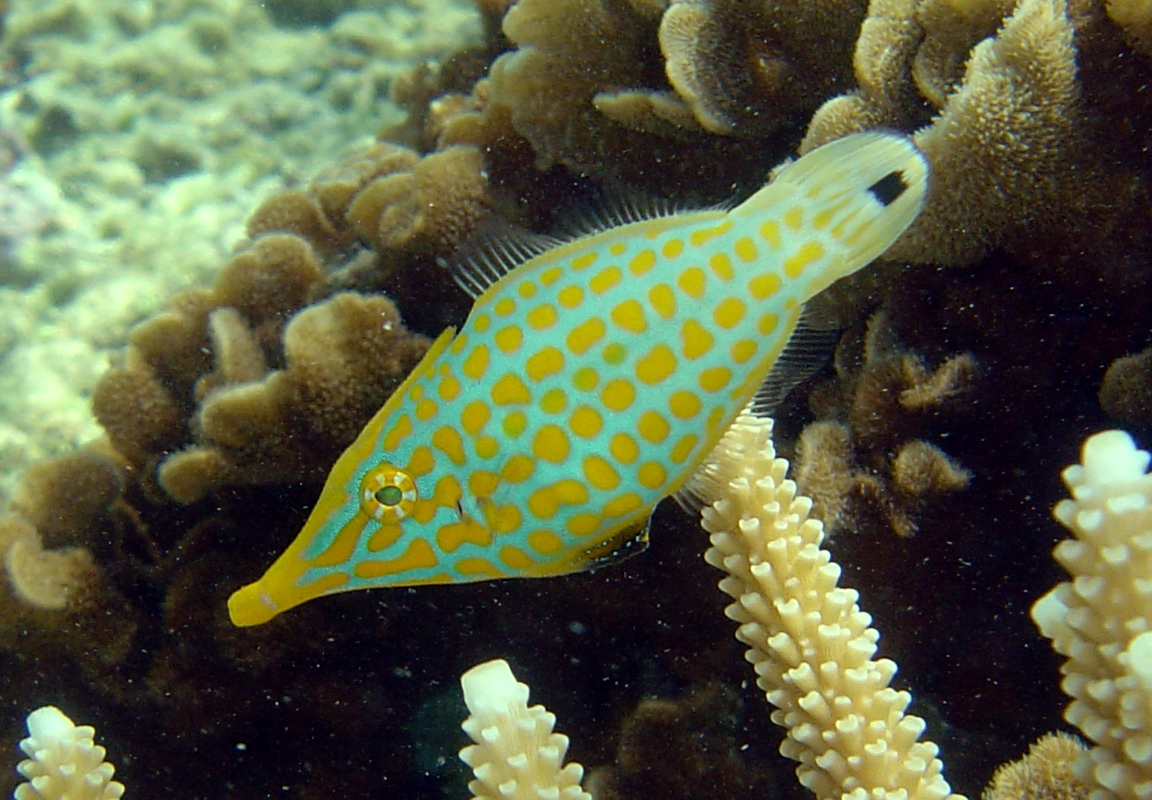
Oxymonacanthus longirostris

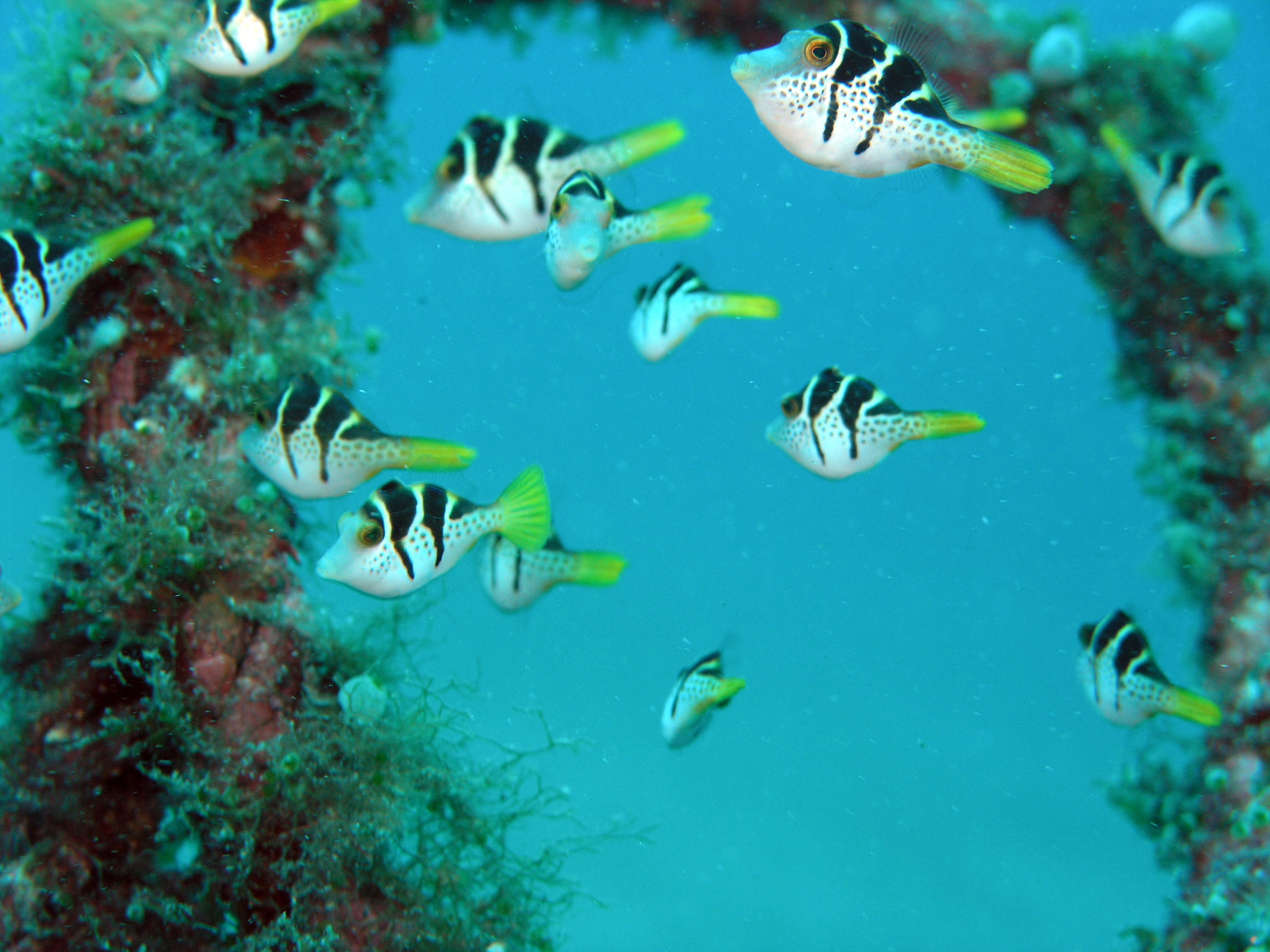
Paraluteres prionurus

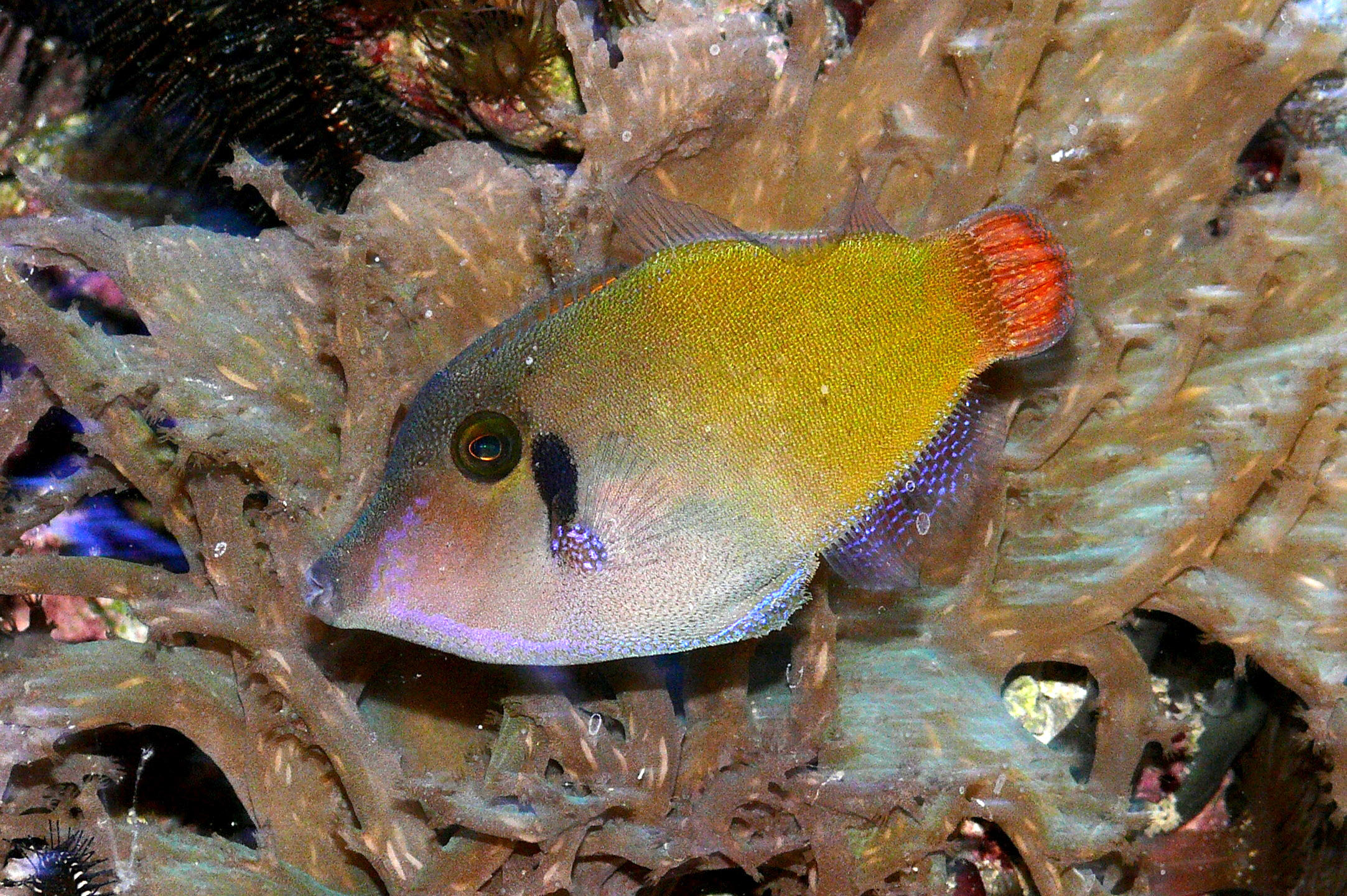
Pervagor janthinosoma

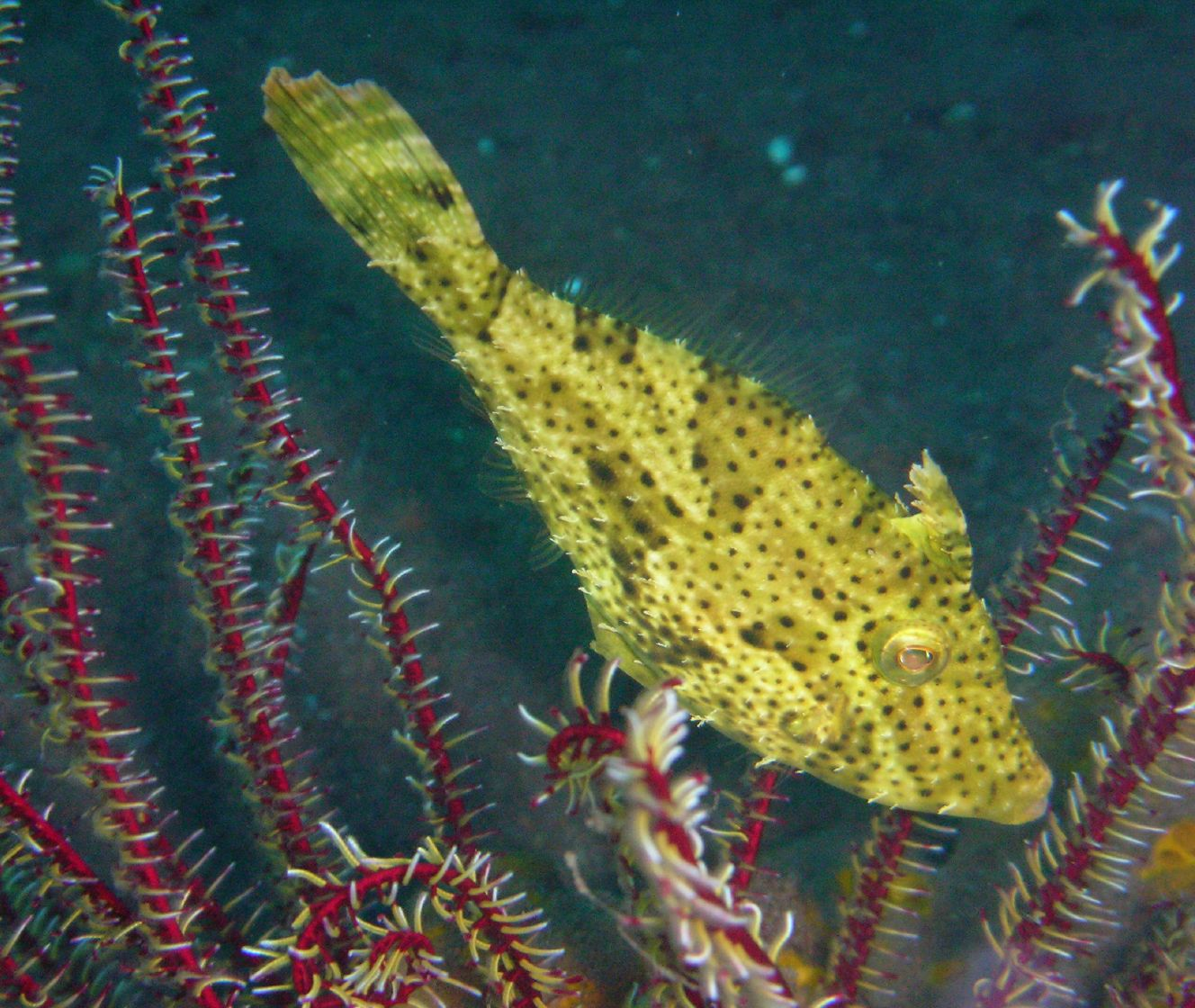
Pseudomonacanthus peroni

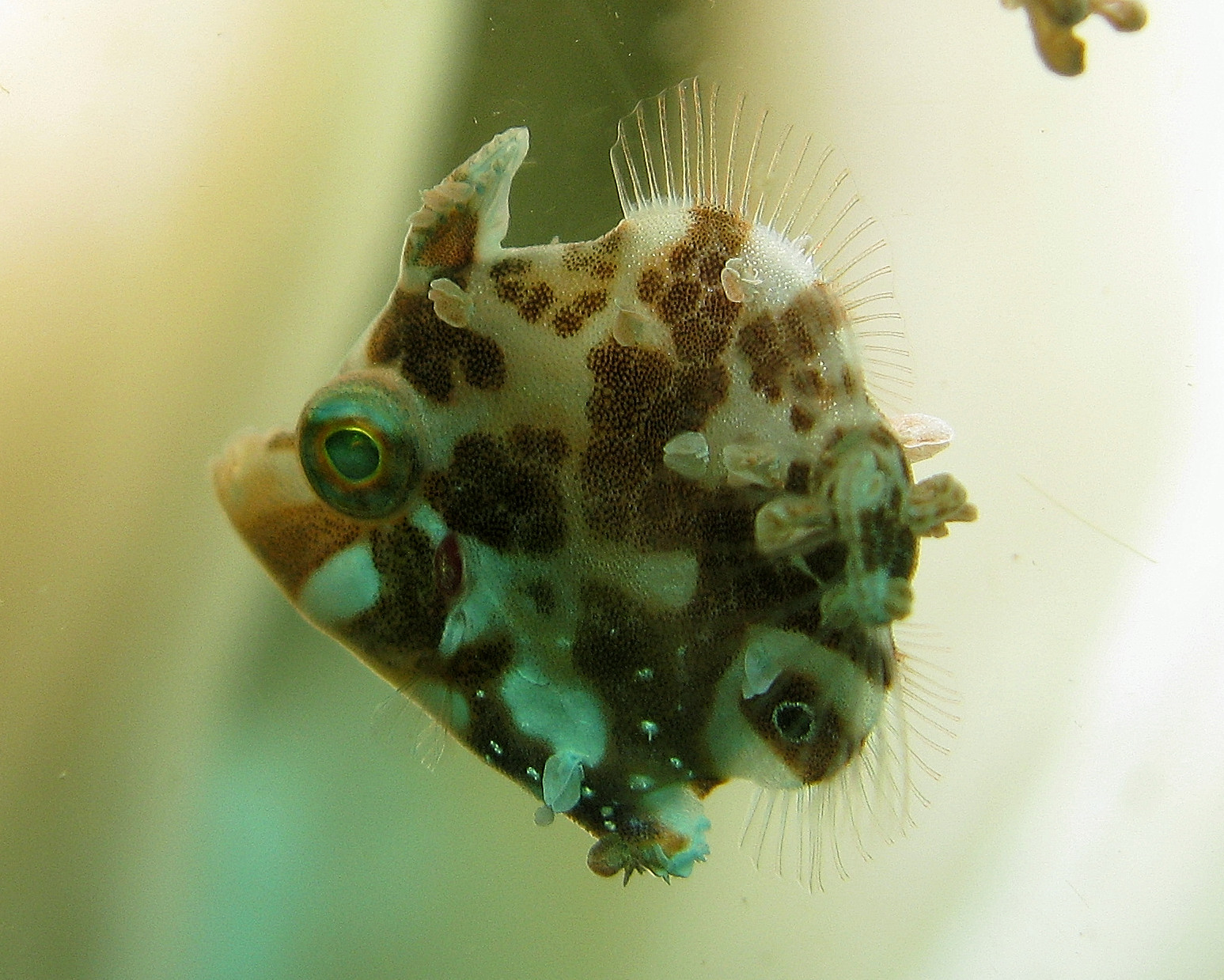
Rudarius minutus

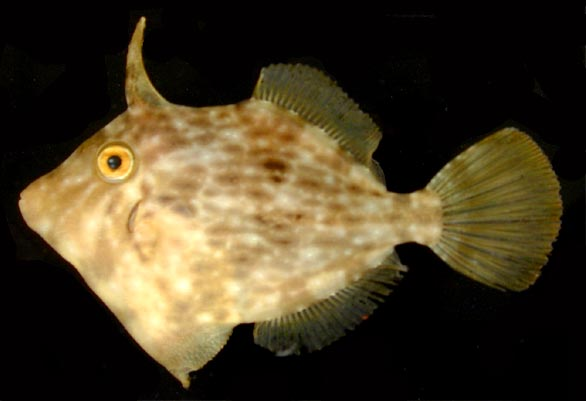
Stephanolepis hispidus

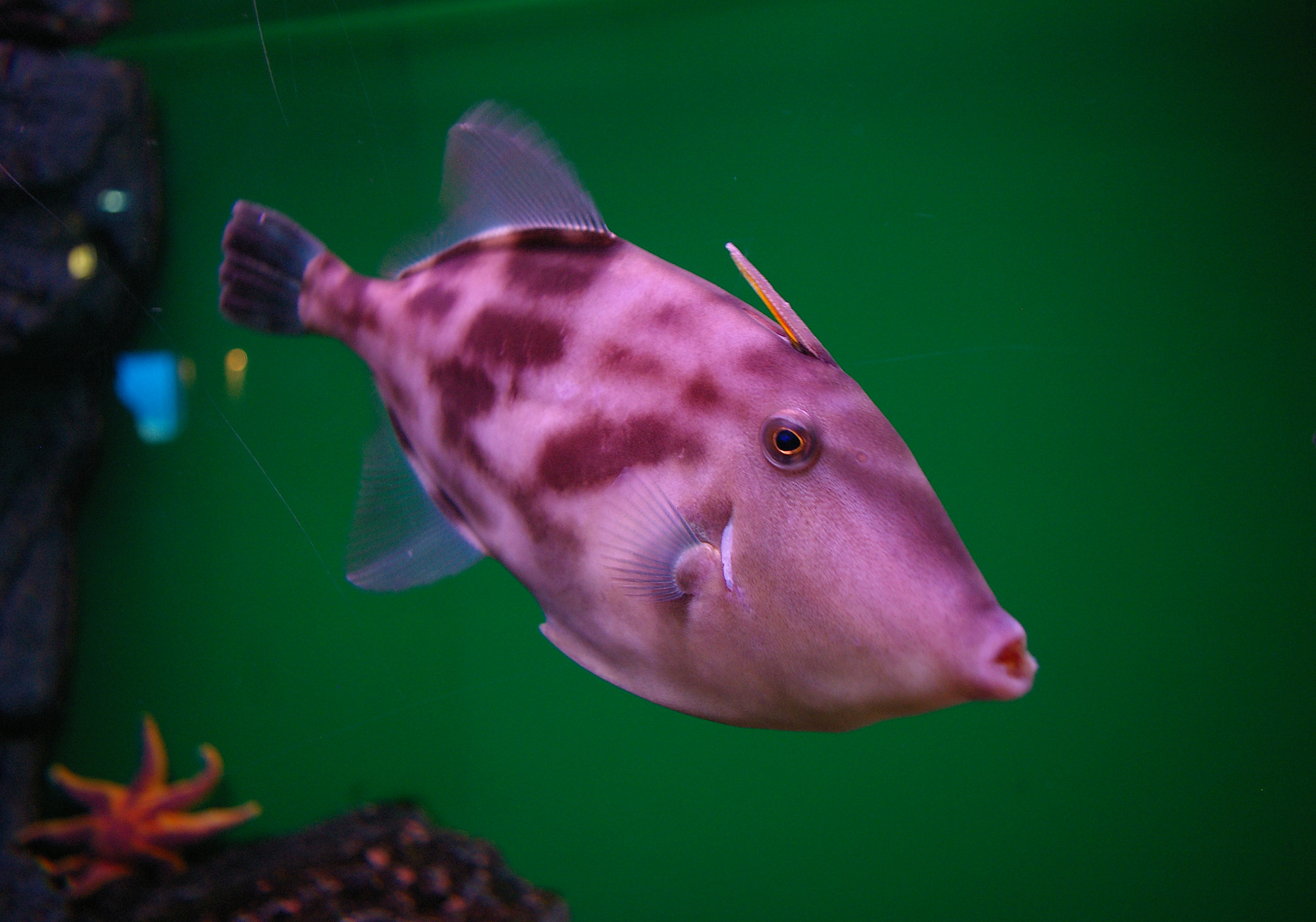
Thamnaconus modestus

  - Acanthaluteres paragaudatus
  - Acanthaluteres spilomelanurus — Австралийская акантолутера
  - Acanthaluteres vittiger
- Род Acreichthys — Акреихты
  - Acreichthys hajam — Акреихт
  - Acreichthys radiatus
  - Seegras-Feilenfisch
- Род Aluterus — Алутеры
  - Aluterus heudelotii
  - Aluterus maculosus
  - Aluterus monoceros — Алутера, или однорогий спинорог
  - Aluterus schoepfii
  - Aluterus scriptus — Расписной единорог[3]
  - Aluterus velutinus
- Род Amanses — Амансесы
  - Amanses scopas — Амансес
- Род Anacanthus — Усатые спинороги
  - Anacanthus barbatus — Усатый спинорог
- Род Brachaluteres — Брахалутеры
  - Brachaluteres baueri
  - Brachaluteres jacksonianus
  - Brachaluteres taylori
  - Brachaluteres ulvarum
- Род Cantherhines — Кантерины
  - Cantherhines cerinus
  - Cantherhines dumerili — Кантерин Дюмерила, или белопятнистый кантерин
  - Cantherhines longicaudus
  - Cantherhines macrocerus
  - Cantherhines melanoides
  - Cantherhines multilineatus
  - Cantherhines nukuhiva
  - Cantherhines pardalis — Сотовый кантерин
  - Cantherhines rapanui
  - Cantherhines sandwichiensis
  - Cantherhines tiki
  - Cantherhines verecundus
- Род Cantheschenia — Кантешении
  - Cantheschenia grandisquamis — Крупночешуйная кантешения
  - Cantheschenia longipinnis
- Род Chaetodermis — Хетодермы
  - Chaetodermis penicilligerus — Хетодерма
- Род Colurodontis
  - Colurodontis paxmani
- Род Enigmacanthus
  - Enigmacanthus filamentosus
- Род Eubalichthys
  - Eubalichthys bucephalus
  - Eubalichthys caeruleoguttatus
  - Eubalichthys cyanoura
  - Eubalichthys gunnii
  - Eubalichthys mosaicus
  - Eubalichthys quadrispinus
- Род Lalmohania
  - Lalmohania velutina
- Род Meuschenia
  - Meuschenia australis
  - Meuschenia flavolineata
  - Meuschenia freycineti
  - Meuschenia galii
  - Meuschenia hippocrepis
  - Meuschenia scaber
  - Meuschenia trachylepis
  - Meuschenia venusta
- Род Monacanthus — Единороги
  - Monacanthus chinensis
  - Monacanthus ciliatus
  - Monacanthus convexirostris
  - Monacanthus tuckeri
  - Monacanthus varius
- Род Nelusetta
  - Nelusetta ayraud
- Род Oxymonacanthus — Оксимонаканты
  - Oxymonacanthus halli — Тупорылый арлекин[4]
  - Oxymonacanthus longirostris — Длиннорылый оксимонакант
- Род Paraluteres — Паралутеры
  - Paraluteres arquat
  - Paraluteres prionurus — Сейшельская паралутера
- Род Paramonacanthus — Парамонаканты
  - Paramonacanthus arabicus
  - Paramonacanthus choirocephalus
  - Paramonacanthus cryptodon
  - Paramonacanthus filicauda
  - Paramonacanthus frenatus
  - Paramonacanthus garretti
  - Paramonacanthus japonicus
  - Paramonacanthus lowei
  - Paramonacanthus matsuurai
  - Paramonacanthus nematophorus
  - Paramonacanthus nipponensis
  - Paramonacanthus oblongus
  - Paramonacanthus otisensis
  - Paramonacanthus pusillus
  - Paramonacanthus sulcatus
  - Paramonacanthus tricuspis
- Род Pervagor — Первагоры
  - Pervagor alternans
  - Pervagor aspricaudus
  - Pervagor janthinosoma
  - Pervagor marginalis
  - Pervagor melanocephalus — Черноголовый первагор
  - Pervagor nigrolineatus
  - Pervagor randalli
  - Pervagor spilosoma
- Род Pseudalutarius — Псевдоалутеры
  - Pseudalutarius nasicornis — Псевдоалутера, или ложная алутера
- Род Pseudomonacanthus — Псевдомонаканты
  - Pseudomonacanthus elongatus
  - Pseudomonacanthus macrurus
  - Pseudomonacanthus peroni
- Род Rudarius — Рудары
  - Rudarius ercodes — Японский рудар
  - Rudarius excelsus
  - Rudarius minutus
- Род Scobinichthys
  - Scobinichthys granulatus
- Род Stephanolepis — Стефанолеписы
  - Stephanolepis auratus
  - Stephanolepis cirrhifer
  - Stephanolepis diaspros — Сетчатый стефанолепис, или сетчатый курковый спинорог
  - Stephanolepis hispida
  - Stephanolepis insignis
  - Stephanolepis setifer
- Род Thamnaconus — Тамнаконы
  - Thamnaconus analis
  - Thamnaconus arenaceus — Песочный тамнакон
  - Thamnaconus degeni
  - Thamnaconus fajardoi — Пятнистый тамнакон
  - Thamnaconus fijiensis
  - Thamnaconus hypargyreus
  - Thamnaconus melanoproctes
  - Thamnaconus modestoides — Скромный тамнакон
  - Thamnaconus modestus
  - Thamnaconus paschalis
  - Thamnaconus septentrionalis
  - Thamnaconus striatus
  - Thamnaconus tessellatus
  - Thamnaconus xanthopterus